# تصفيات كأس آسيا للسيدات 2008
تصفيات كأس آسيا للسيدات 2008 كانت المرحلة التمهيدية المؤهلة لبطولة كأس آسيا للسيدات 2008. أُقيمت مباريات التصفيات على مرحلتين، أقيمت المرحلة الأولى في الفترة من 20 إلى 28 أكتوبر 2007، وشارك فيها 13 منتخبًا قُسمت على أربع مجموعات، وتأهل متصدر كل مجموعة إلى المرحلة الثانية. أقيمت المرحلة الثانية في الفترة من 24 إلى 28 مارس 2008، وشارك فيها 4 منتخبات (المتأهلون من المرحلة الأولى) بالإضافة إلى المنتخبات الأربعة الأعلى تصنيفًا والتي لم تشارك في المرحلة الأولى (كوريا الشمالية، اليابان، الصين، وأستراليا). لُعبت المرحلة الثانية بنظام الدوري من مجموعة واحدة، وتأهلت الفرق الثلاثة الأولى إلى نهائيات كأس آسيا للسيدات 2008. وقد تأهلت منتخبات كوريا الشمالية، اليابان، وأستراليا إلى النهائيات.

## الدور الأول
أُقيمت مباراة الذهاب في 20 أكتوبر 2007 في الهند. وأُقيمت مباراة الإياب في 27 أكتوبر 2007 في إيران.
| الفريق 1 | النتيجة الإجمالية | الفريق 2 | الذهاب | الإياب |
| -------- | ----------------- | -------- | ------ | ------ |
| الهند    | 4–5               | إيران    | 3–1    | 1–4    |

أُقيمت كلتا المباراتين في هونغ كونغ. أقيمت مباراة الذهاب في 20 أكتوبر 2007، ومباراة الإياب في 22 أكتوبر 2007.
| الفريق 1  | النتيجة الإجمالية | الفريق 2 | الذهاب | الإياب |
| --------- | ----------------- | -------- | ------ | ------ |
| هونغ كونغ | 3–4               | الفلبين  | 2–3    | 1–1    |

أُقيمت مباراة الذهاب في 20 أكتوبر 2007 في سنغافورة. وأُقيمت مباراة الإياب في 27 أكتوبر 2007 في ماليزيا.
| الفريق 1 | النتيجة الإجمالية | الفريق 2 | الذهاب | الإياب |
| -------- | ----------------- | -------- | ------ | ------ |
| سنغافورة | 1–2               | ماليزيا  | 0–2    | 1–0    |

### المباريات
| الهند                                             | 3–1   | إيران            |
| ------------------------------------------------- | ----- | ---------------- |
| أوينام بيمبيم ديفي ‏ ?'، ?' · نغانغوم بالا ديفي ?' | تقرير | فريشته كريمي ‏ ?' |

| إيران                                                            | 4–1   | الهند                  |
| ---------------------------------------------------------------- | ----- | ---------------------- |
| بيان محمودي ‏ ?'، ?' · سهيلة مالمولي تارازي ?' · زهراء غانبري ‏ ?' | تقرير | أوينام بيمبيم ديفي ‏ ?' |

فازت إيران 5–4 في مجموع المباراتين.
| هونغ كونغ                        | 2–3   | الفلبين                                                      |
| -------------------------------- | ----- | ------------------------------------------------------------ |
| بولين نج ‏ ?' · تشان وينج سزي ‏ ?' | تقرير | ميرلو ألبانو ‏ ?' · أنجيلين إمبيليدو ‏ ?' · إدنا أغرافانتي ‏ ?' |

| الفلبين                      | 1–1   | هونغ كونغ    |
| ---------------------------- | ----- | ------------ |
| جوانا مارينا إيدوك كاسترو ?' | تقرير | كاي فونغ ‏ ?' |

فازت الفلبين 4–3 في مجموع المباراتين.
| سنغافورة | 0–2   | ماليزيا                             |
| -------- | ----- | ----------------------------------- |
|          | تقرير | إليزابيث أوياو ?' · أنجيلا كايس ‏ ?' |

| ماليزيا | 0–1   | سنغافورة     |
| ------- | ----- | ------------ |
|         | تقرير | ليم شي يا ?' |

فازت ماليزيا 2–1 في مجموع المباراتين.

## الدور الثاني

### المجموعة أ
أُقيمت جميع المباريات في مدينة هو تشي منه، فيتنام.
| الفريق         | النقاط | لعب | فاز | تعادل | خسر | له | عليه | فارق الأهداف |
| -------------- | ------ | --- | --- | ----- | --- | -- | ---- | ------------ |
| فيتنام         | 9      | 3   | 3   | 0     | 0   | 8  | 2    | +6           |
| تايبيه الصينية | 3      | 3   | 1   | 0     | 2   | 6  | 6    | 0            |
| إيران          | 3      | 3   | 1   | 0     | 2   | 5  | 8    | −3           |
| ميانمار        | 3      | 3   | 1   | 0     | 2   | 2  | 5    | −3           |

| ميانمار | 0–3 | تايبيه الصينية                             |
| ------- | --- | ------------------------------------------ |
|         |     | وانغ هسيانغ-هوي ‏ 18' · لين يو-هوي ‏ 60' 81' |

| فيتنام                                                         | 4–1 | إيران           |
| -------------------------------------------------------------- | --- | --------------- |
| فان ثي ثانه ‏ 20' · دو ثي نجوك تشام ‏ 21' 55' · بوي ثي فونغ ‏ 86' |     | مينا هاشمي ‏ 82' |

| تايبيه الصينية         | 1–3 | فيتنام                                         |
| ---------------------- | --- | ---------------------------------------------- |
| كوو تزو-هوي ‏ 9' (ركل.) |     | دو ثي نجوك تشام ‏ 6' 22' · دوان ثي كيم تشي ‏ 51' |

| إيران          | 1–2 | ميانمار               |
| -------------- | --- | --------------------- |
| مينا هاشمي ‏ 6' |     | هتوي مي نيلار 11' 68' |

| ميانمار | 0–1 | فيتنام               |
| ------- | --- | -------------------- |
|         |     | دو ثي نجوك تشام ‏ 65' |

| تايبيه الصينية                      | 2–3 | إيران                   |
| ----------------------------------- | --- | ----------------------- |
| لاي لي-تشين ‏ 21' · كوو تزو-هوي ‏ 39' |     | بيان محمودي ‏ 6' 11' 82' |

### المجموعة ب
أُقيمت جميع المباريات في ناخون راتشاسيما، تايلاند.
| الفريق         | النقاط | لعب | فاز | تعادل | خسر | له | عليه | فارق الأهداف |
| -------------- | ------ | --- | --- | ----- | --- | -- | ---- | ------------ |
| كوريا الجنوبية | 9      | 3   | 3   | 0     | 0   | 22 | 0    | +22          |
| تايلاند        | 6      | 3   | 2   | 0     | 1   | 20 | 4    | +16          |
| الفلبين        | 1      | 3   | 0   | 1     | 2   | 0  | 13   | −13          |
| ماليزيا        | 1      | 3   | 0   | 1     | 2   | 0  | 25   | −25          |

| تايلاند | 11–0 | ماليزيا |
| --- | ---- | ------- |
| بيتساماي سورنساي ‏ 24'، 28'، 30'، 56' · ثاناتا تشاونغ ‏ 40' · نيسا رومين ‏ 41'، 43'، 62'، 90' · سونيزا سرانغتايسونغ ‏ 72' · كيتيا ثيانغثام ‏ 88' |      |         |

| كوريا الجنوبية                                         | 4–0 | الفلبين |
| ------------------------------------------------------ | --- | ------- |
| لي ساي-يون 9'، 18'، 84' (ر.ج.) · لي يون-مي ‏ 73' (ركل.) |     |         |

| ماليزيا | 0–13 | كوريا الجنوبية |
| ------- | ---- | --- |
|         |      | بارك هي-يونغ 18' (ركل.)، 39' · يو يونغ-آ ‏ 31'، 55'، 71' · لي إيون-مي ‏ 35' (ركل.)، 84' · جيون جا-يول ‏ 61'، 81'، 87'، 90' · هان سونغ-إي 68'، 79' · إليزابيث أوياو 77' (هـ.ذ.) |

| الفلبين | 0–9 | تايلاند |
| ------- | --- | --- |
|         |     | أنوتسارا مايجاريرن ‏ 7' · نيسا رومين ‏ 8'، 43' · بيتساماي سورنساي ‏ 11'، 31'، 81' · ثاناتا تشاونغ ‏ 17'، 90+1' · سوبابورن غاويباين ‏ 84' |

| تايلاند | 0–4 | كوريا الجنوبية                              |
| ------- | --- | ------------------------------------------- |
|         |     | هان سونغ-إي 18'، 30' · لي إيون-مي ‏ 25'، 38' |

| ماليزيا | 0–0 | الفلبين |
| ------- | --- | ------- |
|         |     |         |

## الهدافون
عدد الأهداف المُسجلة  89 هدفًا  في 13 مباراة، بمتوسط 6.85 هدفًا في المباراة الواحدة.
7 أهداف
- بيتساماي سورنساي[الإنجليزية]

6 أهداف
- نيسا رومين[الإنجليزية]

5 أهداف
- بيان محمودي[الإنجليزية]
- لي إيون-مي[الإنجليزية]
- دو ثي نجوك تشام[الإنجليزية]

4 أهداف
- هان سونغ-إي[الإنجليزية]
- جيون جا-يول[الإنجليزية]

3 أهداف
- أوينام بيمبيم ديفي[الإنجليزية]
- لي ساي-يون[الإنجليزية]
- يو يونغ-آ[الإنجليزية]
- ثاناتا تشاونغ[الإنجليزية]

هدفان
- لين يو-هوي[الإنجليزية]
- كوو تزو-هوي[الإنجليزية]
- مينا هاشمي[الإنجليزية]
- بارك هي-يونغ[الإنجليزية]
- هتوي مي نيلار[الإنجليزية]

هدف
- لاي لي-تشين[الإنجليزية]
- وانغ هسيانغ-هوي[الإنجليزية]
- بولين نج[الإنجليزية]
- تشان وينج سزي[الإنجليزية]
- نغانغوم بالا ديفي[الإنجليزية]
- فريشته كريمي[الإنجليزية]
- سهيلة مالمولي تارازي[الإنجليزية]
- زهراء غانبري[الإنجليزية]
- أنجيلا كايس[الإنجليزية]
- إليزابيث أوياو[الإنجليزية]
- أنجيلين إمبيليدو[الإنجليزية]
- إدنا أغرافانتي[الإنجليزية]
- جوانا مارينا إيدوك كاسترو[الإنجليزية]
- ميرلو ألبانو[الإنجليزية]
- ليم شي يا[الإنجليزية]
- أنوتسارا مايجاريرن[الإنجليزية]
- كيتيا ثيانغثام[الإنجليزية]
- سونيزا سرانغتايسونغ[الإنجليزية]
- سوبابورن غاويباين[الإنجليزية]
- بوي ثي فونغ[الإنجليزية]
- دوان ثي كيم تشي[الإنجليزية]
- فان ثي ثانه[الإنجليزية]

## وصلات خارجية
- كأس آسيا للسيدات، the-AFC.com